# Bleckede
Bleckede település Németországban, azon belül Alsó-Szászország tartományban. Lakosainak száma 9692 fő (2023. december 31.). Bleckede Samtgemeinde Scharnebeck, Tosterglope és Dahlem községekkel határos.

## Népesség
A település népességének változása:
| Lakosok száma | 9793 | 9439 | 9467 | 9406 | 9457 | 9613 | 9694 | 9692 |
|               | 2012 | 2015 | 2016 | 2017 | 2019 | 2021 | 2022 | 2023 |